# واولنو
واولنو (به لاتین: Wawelno) یک روستا در لهستان است که در گمینا کومپراخچیتسه واقع شده‌است. واولنو ۱٬۲۰۰ نفر جمعیت دارد.